# جیسون دانفورد
جیسون دانفورد (به انگلیسی: Jason Dunford) (زادهٔ ۲۸ نوامبر ۱۹۸۶) شناگر اهل کنیا است.